# リデル・マトス・サントス
リデル・マトス・サントス（Ryder Matos Santos、1993年2月27日 - ）は、ブラジル・セアブラ出身のサッカー選手。ペルージャ・カルチョ所属。ポジションはFW。

## 経歴

### クラブ

#### 下部組織
15歳の時に当時のACFフィオレンティーナのスポーツディレクターであるパンタレオ・コルヴィーノによりスカウトされ、2010年から2012年にかけてフィオレンティーナの下部組織に在籍する。獲得費用は3万ユーロ。下部組織のプリマヴェーラ（17歳から18歳のカテゴリ）ではレギュラーとして主に左ウィングとしてプレーする。トップチームにも何度か招集されたが公式戦の試合出場は叶わなかった。

#### バイーア
2012年6月29日に、出身地のクラブであるECバイーアへレンタル移籍。主に下部組織でプレーした。2013年6月3日に行われたブラジルのトップリーグであるカンピオナート・ブラジレイロ・セリエAのSCインテルナシオナル戦でトップリーグで初ゴールを記録。得点はペナルティエリア外から時速100kmほどのミドルシュートであった。ECバイーアではカンピオナート・ブラジレイロ2012シーズンに1試合、2013シーズンには5試合出場し計1得点した。また地元リーグのカンピオナート・バイアーノには計8試合出場した。

#### フィオレンティーナ
2013年6月に、ACFフィオレンティーナにレンタルバックで復帰し、トップチームに登録される。9月19日に行われたUEFAヨーロッパリーグのグループリーグ第1戦のFCパソス・デ・フェレイラ戦でフィオレンティーナでの初ゴールを記録。後半21分にホアキンと交代し出場すると、その26秒後にファーストタッチで得点した。途中出場からの得点としては同クラブの最速記録であった。その3日後に行われた9月22日のセリエA・アタランタBC戦でジュゼッペ・ロッシとの交代で出場しセリエAデビューを果たした。

#### コルドバ
2014年7月22日に、スペイン・リーガ・エスパニョーラのコルドバCFへのレンタル移籍が決定。

#### パルメイラス
2015年1月19日、母国のSEパルメイラスに1年間のレンタルで加入した。

#### ウディネーゼ・カルチョ
2016年1月、ウディネーゼ・カルチョに移籍した。

#### エラス・ヴェローナ
2018年1月10日、エラス・ヴェローナFCにシーズン終了までのレンタルで移籍した。2018年6月11日、エラス・ヴェローナが買取オプションを行使し完全移籍することが発表された。

## 所属クラブ
- ACFフィオレンティーナ 2013-2015

→ ECバイーア 2012-2013 （loan）
→ コルドバCF 2014 （loan）
→ SEパルメイラス 2015 (loan)
→ カルピFC 2015-2016 (loan)
- ウディネーゼ・カルチョ 2016-2021

→ エラス・ヴェローナFC 2018-2019 (loan)
→ エラス・ヴェローナFC 2018-2019 (loan)
→ FCルツェルン 2019-2020 (loan)
→ エンポリFC 2020-2021 (loan)
- ペルージャ・カルチョ 2021-